# Richard Brooks
Richard Brooks (Filadèlfia, 18 de maig de 1912 - Los Angeles, Califòrnia, 11 de març de 1992) fou un guionista i director de cinema estatunidenc.

## Biografia
Firmà el primer guió el 1943 i es destacà amb Cayo Largo, de John Huston. El 1950 i gràcies a l'impuls donat per l'actor Cary Grant, disposat malgrat el seu prestigi a col·laborar amb un director novell, Richard Brooks va debutar en la direcció amb la pel·lícula Crisis, drama produït per Arthur Freed que Grant va protagonitzar al costat de José Ferrer. En aquest film Brooks també va col·laborar amb Cedric Gibbons, director de renom artístic amb qui coincidiria en diverses ocasions durant els següents anys.
Al llarg d'aquella dècada Brooks, que en la Segona Guerra Mundial havia combatut en els marinis, va anar assentant la seva categoria com a director d'actors, especialment gràcies a l'èxit de La jungla de les pissarres (1955), un tens drama protagonitzat per Glenn Ford i Sidney Poitier, intèrpret que assoliria la fama gràcies a aquesta pel·lícula. Anteriorment Richard Brooks, candidat a l'Oscar al millor guió per aquesta pel·lícula, havia dirigit títols com The Light Touch (1952), amb Stewart Granger, Deadline - U.S.A. (1952), pel·lícula amb ambient periodístic amb el protagonisme de Humphrey Bogart, o L'última vegada que vaig veure París (1954), melodrama basat en una història de Francis Scott Fitzgerald, que va ser protagonitzat per Elizabeth Taylor i Van Johnson.
Altres pel·lícules destacables d'aquella època són el western The Last Hunt (1956), amb Robert Taylor, Stewart Granger i Debra Paget; el drama The Catered Affair (1956), amb Bette Davis i Ernest Borgnine; o Something of Value (1957), pel·lícula protagonitzada per Rock Hudson i Dana Wynter.
Brooks sempre va tendir a rodar adaptacions de gran pes literari, generalment realitzant versions cinematogràfiques satisfactòries. Així, el 1958 va portar a la pantalla Els germans Karamazov de Fiódor Dostoievski, amb Yul Brynner com a principal protagonista; el 1960 va adaptar la novel·la Elmer Gantry de Sinclair Lewis, interpretada per Burt Lancaster, Shirley Jones i Jean Simmons; va dirigir Lord Jim (1965) de Joseph Conrad, amb Peter O'Toole; i va posar en imatges A sang freda (1967), excel·lent docu-drama basat en la novel·la de Truman Capote.
Un dels seus autors favorits va ser el dramaturg Tennessee Williams, de qui va adaptar La gata sobre la teulada de zinc (1958), amb Elizabeth Taylor, Paul Newman i Burl Ives, i Dolç ocell de joventut (1962), film en el qual va tornar a col·laborar amb Newman.
Brooks també va portar a la pantalla novel·les d'autors menys coneguts per al gran públic, com Frank O'Rourke, en el western Els professionals (1966), un dels millors títols del gènere rodats en els anys 60. La seva última pel·lícula en aquesta dècada va ser Amb els ulls tancats (1969), un drama escrit pel mateix director que estava protagonitzat per Jean Simmons, exesposa de Stewart Granger i que s'havia convertit en dona de Richard Brooks l'any 1960. El 1977 la parella acabaria divorciant-se.
A partir de 1970 la seva producció va minvar en quantitat, rodant l'interessant western Mossega la bala (1975), pel·lícula protagonitzada per Gene Hackman, Candice Bergen i James Coburn. Altres títols de la seva última etapa van ser Dòlars, dòlars, dòlars (1971), comèdia amb Warren Beatty i Goldie Hawn; Buscant el Sr. Goodbar (1977), drama amb el protagonisme de Diane Keaton; Objectiu mortal (1981), sàtira protagonitzada per Sean Connery, i la seva última pel·lícula, Fever Pitch (1989), fluix melodrama amb Ryan O'Neal com a principal estrella.
L'11 de març de 1992, Richard Brooks va morir per problemes de cor a Beverly Hills, Califòrnia.

## Filmografia[2]

### Director
- 1950 Crisis
- 1952 The Light Touch
- 1952 Deadline-USA
- 1953 Battle Circus
- 1953 Take the high Ground !
- 1954 Flame and the Flesh
- 1954 The Last Time I saw Paris
- 1955 La jungla de les pissarres (Blackboard Jungle)
- 1956 The Last Hunt
- 1956 The Catered Affair
- 1957 Something of Value
- 1958 Els germans Karamazov (The Brothers Karamazov)
- 1958 La gata sobre la teulada de zinc (Cat on a Hot Tin Roof)
- 1960 Elmer Gantry
- 1962 Dolç ocell de joventut (Sweet Bird of Youth)
- 1965 Lord Jim
- 1966 Els professionals (The Professionals)
- 1967 A sang freda (In Cold Blood)
- 1969 Amb els ulls tancats (The Happy Ending)
- 1971 Dòlars, dòlars, dòlars (Dollars)
- 1975 Mossega la bala (Bite the Bullet)
- 1977 Looking for Mr Goodbar
- 1982 Objectiu mortal (Wrong Is Right)
- 1985 Fever Pitch

### Guionista
Richard Brooks és guionista de tots els films que va dirigir excepte Take The High Ground!, Flame and the Flesh i The Catered Affair.
- 1942 Men of Texas de Ray Enright
- 1943 White Savage d'Arthur Lubin
- 1944 Cobra Woman de Robert Siodmak (coguionista)
- 1946 The Killers de Robert Siodmak (coguionista, No surt als crèdits)
- 1946 Swell Guy de Frank Tuttle
- 1947 Brute Force de Jules Dassin (coguionista)
- 1948 Cayo Largo de John Huston (coguionista)
- 1948 To the Victor de Delmer Daves
- 1949 Any Number can play de Mervyn LeRoy
- 1950 Mystery Street de John Sturges (coguionista)
- 1951 Storm Warning de Stuart Heisler (coguionista)

### Productor
- 1965: Lord Jim
- 1966: The Professionals
- 1967: In Cold Blood
- 1969: The Happy Ending
- 1975: Bite the Bullet
- 1982: Wrong is Right

### Altres
- 1942 Sin Town de Ray Enright (diàlegs addicionals)
- 1943 Don Winslow of the Coast Guard de Lewis D. Collins i Ray Taylor (diàlegs addicionals)
- 1944 My Best Gal d'Anthony Mann (Història adaptada)
- 1947 Crossfire d'Edward Dmytryk (novel·la The Brick Foxhole adaptada)